# Imperialismul lingvistic al limbii arabe

## 1.     Noțiuni generale despre limba arabă
Limba arabă este limba oficială a 22 de țări, este vorbită de peste 400 de milioane de oameni și este catalogată drept a patra cea mai folosită limbă a internetului . Printre caracteristicile distinctive ale limbii arabe, autorii anterior citați identifică: 

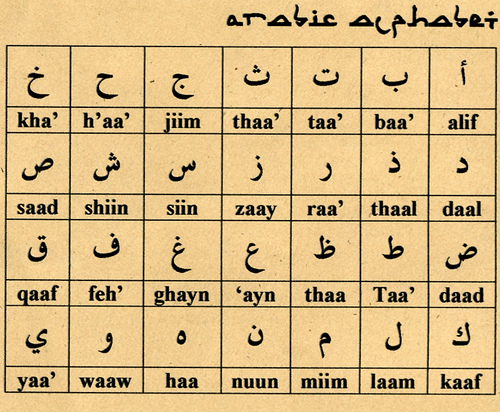
Alfabetul arab

- Alfabetul arabCitirea și scrierea, ambele inițiându-se de la dreapta la stânga;

- Imposibilitatea de a distinge între literele mari și literele mici, fapt ce dezvăluie o asemănare între limbile arabă, chineză, japoneză și coreeană;
- Numerele sunt împărțite în plural, dual și singular, având două genuri – feminin și masculin;
- Limba cuprinde mai multe cuvinte formate din rădăcini, iar cele mai multe cuvinte rădăcină sunt compuse din trei litere (R1, R2, R3);
- Verbele la timpul trecut sunt identificate prin sufixe, iar verbele la timpul prezent sau viitor sunt desemnate prin prefixe; („dahabat, ذهبت ”= „ea a plecat”, iar „adhabu, اذهب ” = „va merge” , forma de bază a verbului fiind „zahaba, ذهب”).
- Topica propozițiilor în limba arabă este: predicat, subiect, iar la final complementul verbului;
- Tolerează ștergerea pronumelor de subiect (limba pro-drop), precum italiana și chineza.

      Dincolo de caracteristicile lingvistice anterior expuse, limba arabă este limba în care este scris Coranul și este utilizată în practicile religioase și ritualurile musulmane. Astfel, limbajul  reprezintă o legătură directă cu tradițiile religioase ale arabilor, liantul care conectează generații . Suplimentar, limba arabă servește ca un element important al identității culturale a arabilor, fiind considerată a doua marcă identitară după religie, după islam. Prin menținerea și promovarea utilizării limbii arabe, arabilor le este posibil să păstreze legăturile cu rădăcinile lor culturale și să-și afirme apartenența la comunitatea arabă, precum și să acceseze învățăturile islamului. Evoluția limbii arabe cuprinde mai multe etape, concomitente cu evoluția arabilor, aspecte ce vor fi surprinse în paragrafele care se succed.         
Limba arabă în perioada pre-islamică
           Înainte de apariția islamului și a scrierii Coranului, arabii erau organizați în jurul a mai multor triburi (TribulʼAdnān, Quraysh, Kenana, Bakr) , context în care vorbeau diverse dialecte. Respectivele dialecte au evoluat, în unele cazuri contopindu-se, acestea fiind transmise pe cale orală, fără a beneficia de reguli stricte și de gramatici prestabilite.

#### Limba arabă în contextul apariției Coranului

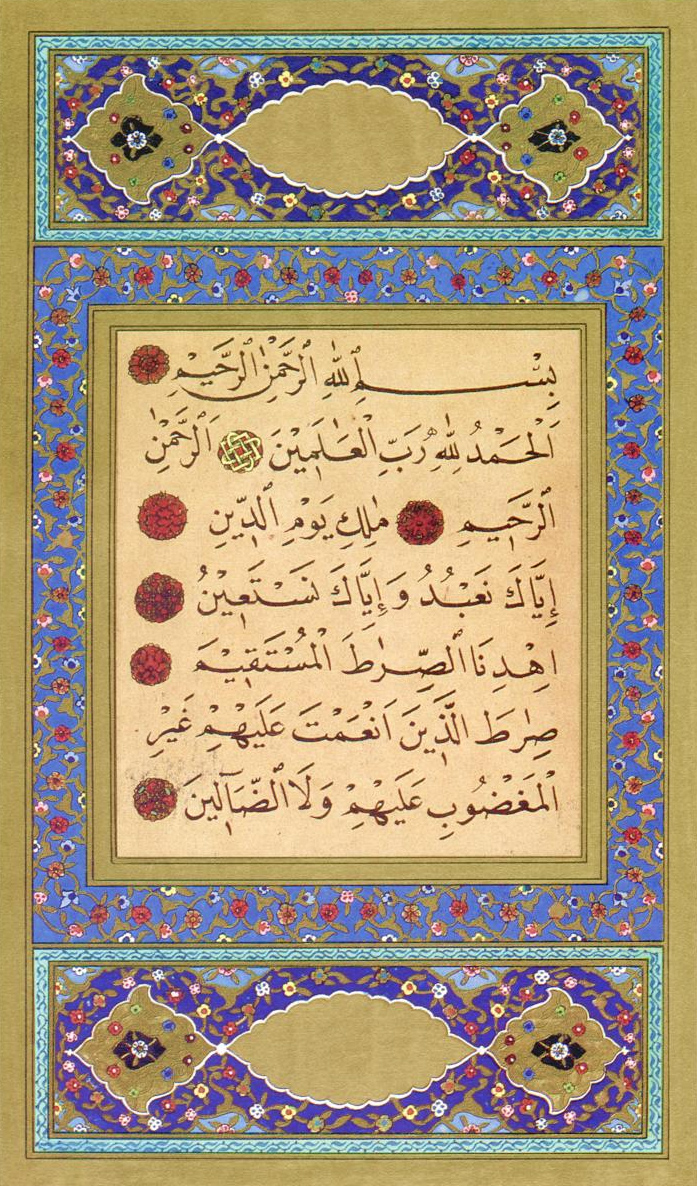
Coranul

Limba arabă a fost canonizată datorită apariției Coranului (secolul al VII), cartea sfântă a musulmanilor, care expune în totalitate complexitatea acestei limbi, transformând-o într-un etalon al religiei islamice și, în fond, într-un monument al culturii arabe, un arhetip civilizațional și educațional pentru întreaga omenire.
       Coranul a constituit și încă constituie mijlocul principal de reglementare a normelor gramaticale și lingvistice ale limbii arabe în cea mai grandioasă formă, dat fiind faptul că limbajul său este unul greoi și presupune deținerea unei cunoașteri amănunțite a limbii arabe. Astfel, pentru întelegerea mesajului de factură religioasă înscris în paginile Coranului, înțelegerea și cunoașterea limbii arabe devine o condiței sine quanon. De facto, Coranul a consolidat și a standardizat limba arabă, creând o formă unitară și prestigioasă a limbii.  După apariția islamului, limba arabă a cunoscut o perioadă de înflorire intelectuală și culturală în lumea islamică, cunoscută sub numele de epoca clasică arabă. În această perioadă, au fost produse opere literare, științifice și filozofice remarcabile, iar limba arabă a devenit limbă de cultură și știință în întreaga lume islamică .

##### Limba arabă în perioada Califatelor și influențele de la alte imperii
În perioadele ulterioare, limba arabă a fost sub influența diverselor imperii și regate arabe, precum Califatul Abbasid, Califatul Omayad și Imperiul Otoman. Perioadele în cauză au generat modificări profunde la nivelul vocabularului, gramaticii și literaturii arabe. Notabile sunt influențele pe care limba greacă și persana le-au avut în formarea limbii arabe, dar și în dezvoltarea științelor în limba arabă, în domenii precum medicina, filozofia și arta, ce au marcat atât dezvoltarea lor intelectuală, cât și pe cea culturală. În timpul epocii de aur a islamului, în perioada medievală, arabii au tradus numeroase texte grecești și persane în limba arabă, punând bazele filozofiei, medicinei, matematicii și astronomiei .

###### Limba arabă în perioada contemporană, în era digitalizată
În perioada modernă, limba arabă a fost supusă unor schimbări semnificative ca urmare a globalizării, a contactelor lingvistice, dar și a dezvoltării tehnologiei, care vizează dincolo de orice o uniformizare culturală și o pierdere, o derădăcinare în masă a tradițiilor. Există o tendință spre împrumutarea unor cuvinte/ sintagme/ expresii din alte limbi, precum engleza, dar și către o standardizare crescută a limbii arabe moderne, o simplificare excesivă a acesteia, pentru a deveni accesibilă unei game largi de indivizi.

## 2.     Explicarea termenului deimperialism lingvisticîn contextul limbii arabe
Noțiunea de imperialism lingvistic desemnează un concept care descrie dominanța unei limbi sau a unui grup de limbi asupra altora într-un anumit context cultural, politic sau economic . Fenomenul în cauză poate apărea în diverse situații, de la perioade istorice de expansiune și colonizare, la influențe contemporane în domenii precum mass-media, tehnologie și relații internaționale.           
       Imperialismul lingvistic se manifestă sub egida exercitării unei dominații culturale, limba dominantă în cauză devenind: „principalul vehicul al culturii, literaturii și instituțiilor într-o regiune sau într-un grup de populație, ceea ce poate afecta în mod semnificativ identitatea și expresia culturală a altor comunități lingvistice” . În esență, limbile dominante pot oferi avantaje economice, educaționale și sociale, ceea ce poate crea inechități și privilegii pentru vorbitorii acestora în detrimentul altor comunități lingvistice. Imperialismul lingvistic poate duce la marginalizarea și chiar la dispariția limbilor minoritare, ca urmare a politicilor de asimilare culturală, discriminare lingvistică și neglijare a diversității lingvistice.
           Începând cu secolul al VII-lea, expansiunea rapidă a islamului a dus la răspândirea limbii arabe în teritorii vaste din cadrul mai multor continente: Asia, Africa și Europa . În aceste regiuni, limba arabă a devenit limba dominantă în administrație, justiție, religie și cultură. Sub califatele timpurii, precum Rashidun, Omeiad și Abbasid, limba arabă a fost promovată activ ca limbă oficială și culturală a arabilor, contribuind la extinderea și consolidarea influenței limbii arabe în întreaga lume islamică .
           Imperialismul lingvistic poate avea efecte semnificative asupra diversității lingvistice, identității culturale, accesului la resurse și asupra politicii. Imperialismul lingvistic arab a început să se manifeste încă din perioada timpurie a expansiunii islamice și a formării primelor califate, după cum urmează:

Califatul Rashidun

           Califatul Rashidun (632-661)
            După moartea profetului Muhammad în anul 632, Califatul Rashidun a fost primul califat islamic și a marcat începutul expansiunii islamice în regiunea arabă și dincolo de granițele acesteia. În această perioadă, limba arabă a început să se răspândească ca limbă în domenii precum: administrația, religia și cultura în teritoriile cucerite .

### Califatul Omeiad(661-750)
Sub dinastia Omeiad, care a urmat Califatului Rashidun, expansiunea islamică a continuat să se extindă în Asia, Africa de Nord și Europa de Sud, iar limba arabă a fost promovată în toate aceste regiuni ca limbă oficială a noilor teritorii cucerite, fapt ce a consolidat poziția sa de limbă dominantă în lumea islamică.

#### Califatul Abbasid (750-1258)

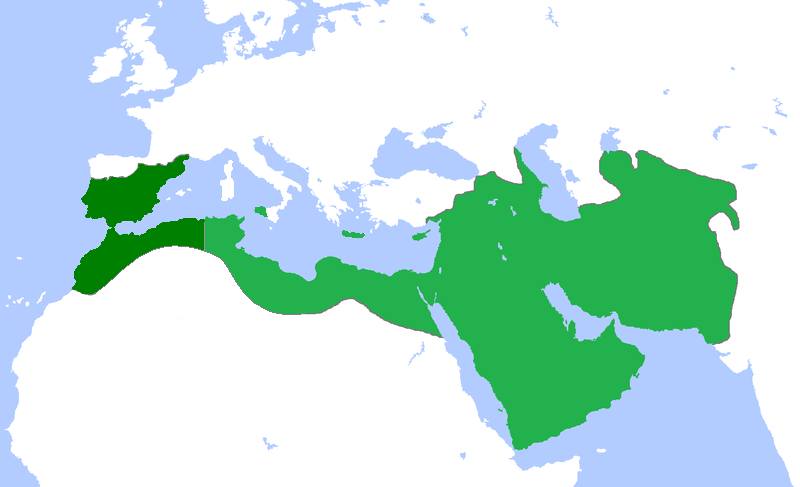
Harta califatului Abbasid

Sub dinastia Abbasidă, care a urmat Califatului Omeiad, limba arabă și-a consolidat poziția sa ca limbă de cultură, știință și literatură în întreaga lume islamică. În această perioadă a avut loc o înflorire culturală și intelectuală, iar limba arabă a devenit un simbol al prestigiului și al civilizației .
           În perioada colonială, între secolele XIX și XX, coloniile arabe au fost supuse unei puternice influențe lingvistice provenită din partea coloniștilor europeni. Limbile europene, în special franceza și engleza, au fost impuse ca limbi de administrare, educație și comunicare, în detrimentul limbii arabe.
           În era globalizării, limba arabă a continuat să fie sub influența imperialismului lingvistic, în special din partea limbilor engleză și franceză. Engleza a devenit limba dominantă în domenii precum relațiile internaționale, mass-media, afectând utilizarea și prestigiul limbii arabe, care și-a pierdut supremația.
           În prezent, mass-media și internetul au devenit instrumente importante pentru propagarea și consolidarea imperialismului lingvistic limbilor europene, în detrimentul limbii arabe. Cu toate acestea, există și eforturi de rezistență și revitalizare a limbii arabe în mediul digital prin pagini de specilitate și aplicații de învățare a limbii și culturii arabe, precum:
·      Arabic Language Institute Online (ALISON);
·      Mango Languages - Arabic - Mango;
·      Arabic Language and Culture;
·      Memrise – Arabic.